# Guillermo Cañas
Guillermo Ignacio "Willy" Cañas (født 25. november 1977 i Buenos Aires, Argentina) er en argentinsk tennisspiller, der blev professionel i 1995. Han har igennem sin karriere vundet 7 single- og 2 doubletitler, og hans højeste placering på ATP's verdensrangliste er en 8. plads, som han opnåede i juni 2005.

## Grand Slam
Cañas' bedste Grand Slam-resultat i singlerækkerne er opnået i French Open, hvor han tre gange, i 2002, 2005 og 2007 er nået frem til kvartfinalerne.